# Fachmann für Systemgastronomie
Fachmann/-frau für Systemgastronomie (Deutschland) bzw. Systemgastronomiefachmann/-frau (Österreich) ist ein in beiden Ländern seit 1998 eingerichteter Ausbildungsberuf.
Arbeitsfelder sind in Unternehmen, die ein standardisiertes, zentral gesteuertes Gastronomiekonzept mit Filialen betreiben. Zu den Arbeitgebern gehören dementsprechend Fast-Food-Restaurants und -Ketten wie z. B. McDonald’s, Burger King, Nordsee oder Subway.

## Ausbildung
Die Ausbildung dauert in Deutschland jeweils drei Jahre und erfolgt im dualen Ausbildungssystem an Berufsschulen und den Ausbildungsbetrieben. Auszubildende bzw. Lehrlinge beenden die Ausbildung mit der Abschlussprüfung in Deutschland und der Lehrabschlussprüfung in Österreich. Verwandte Lehrberufe, wie Gastronomiefachmann oder Hotelkaufmann können mit verkürzter Lehrzeit absolviert werden.

## Weiterbildung
Systemgastronomen können als Weiterbildung den Betriebswirt an einer Fachhochschule erwerben. Wer selbstständig arbeiten will, kann einen Gastronomiebetrieb eröffnen oder übernehmen.

## Berufliche Fähigkeiten
Fachleute für Systemgastronomie
- betreuen und beraten Gäste,
- präsentieren und verkaufen Produkte,
- stellen die Einhaltung von Qualitätsstandards sicher,
- organisieren Arbeitsabläufe,
- planen den Personaleinsatz und bearbeiten Personalvorgänge,
- führen Kostenkontrollen durch,
- werten betriebliche Kennzahlen aus,
- führen Marketingmaßnahmen durch.